# Galumna szentivanyorum
Galumna szentivanyorum är en kvalsterart som beskrevs av J. och P. Balogh 1983. Galumna szentivanyorum ingår i släktet Galumna och familjen Galumnidae. Inga underarter finns listade i Catalogue of Life.